# Battleship
Battleship è un film del 2012 diretto da Peter Berg.
Tra gli interpreti principali del film figurano Taylor Kitsch, Alexander Skarsgård, Liam Neeson, Brooklyn Decker e Rihanna.

## Trama
Nel 2005 la NASA vara il Progetto Beacon, con l'ambizioso scopo di stabilire un possibile contatto con il più vicino pianeta capace di ospitare la vita, il Pianeta G, dove potrebbe abitare una razza intelligente.
Sette anni dopo, nel 2012, la razza aliena che abita il Pianeta G giunge sulla Terra con una squadriglia esplorativa di cinque navi stellari, il cui scopo è gettare le basi per una futura invasione; tuttavia, poiché il loro sistema di comunicazione rimane danneggiato durante l'atterraggio a causa dell'urto con un satellite, gli alieni decidono di servirsi del centro di comando del Progetto Beacon, situato nelle Hawaii, e per impedire agli umani di ostacolare il piano innalzano un potente campo magnetico tutto attorno alle isole, e schierano tre potenti navi da guerra a difesa del dispositivo che lo genera, situato su una gigantesca piattaforma oceanica.
In quel momento una flotta riunita di tredici diverse nazioni sta compiendo un'esercitazione al largo delle Hawaii, l'annuale RIMPAC 2012, ma delle oltre venti navi che la compongono solo tre cacciatorpediniere rimangono all'interno della barriera: la USS Sampson, la USS John Paul Jones, e la giapponese Myōkō. Sarà compito loro e dei loro equipaggi contrastare la minaccia aliena prima che il nemico riesca a mettersi in contatto con il proprio pianeta natale fornendo al resto della flotta le coordinate per l'invasione.

## Produzione
Nel 2009 fu annunciato dagli Universal Studios il piano per la realizzazione di una trasposizione per il grande schermo del gioco da tavolo Battaglia navale. La regia del film è stata affidata a Peter Berg, con i fratelli Hoeber alla sceneggiatura.
Nel giugno 2010 fu confermato l'ingaggio di Alexander Skarsgård e Taylor Kitsch come comprimari. Inizialmente le riprese dovevano svolgersi nella Gold Coast, in Australia, ma a seguito della mancanza del sostegno finanziario del governo, l'accordo di 100 milioni di dollari previsto tra le case cinematografiche e lo Stato saltò. In base al patto stipulato per le riprese, Battleship sarebbe stato il film più costoso mai girato in Australia. Qualche tempo dopo fu confermato che la lavorazione si sarebbe svolta nelle Hawaii a partire dall'agosto 2010.
Durante la previsualizzazione animata, il regista ha battezzato le quattro navi aliene in onore dei Beatles: Paul, George, John e Ringo. Durante le riprese, un colpo di uno dei mitragliatori di scena distrusse una cinepresa a pellicola Arriflex 435 ES, del valore di 350.000 dollari.

## Distribuzione
Dopo alcuni slittamenti, l'uscita italiana del film è avvenuta il 13 aprile 2012. Il primo full trailer del film è stato diffuso il 10 dicembre 2011. Il trailer definitivo è stato invece diffuso dalla stessa Rihanna su Facebook, approfittando della visibilità fornita dagli oltre 61 milioni di fan della sua pagina.